# Thord Flodqvist
Thord Rubert „Flodan“ Flodqvist (* 5. August 1926 in Södertälje; † 15. März 1988 ebenda) war ein schwedischer Eishockeytorwart. 

## Karriere
Auf Vereinsebene spielte Thord Flodqvist zunächst von 1944 bis 1950 für seinen Heimatverein Södertälje SK in der Division 1, der damals höchsten schwedischen Spielklasse. Anschließend verbrachte der Torwart zwei Jahre beim Ligarivalen AIK Solna, ehe er von 1952 bis zu seinem Karriereende 1960 erneut im Tor des Södertälje SK stand. Mit Södertälje gewann er in den Jahren 1953 und 1956 jeweils den schwedischen Meistertitel. 

### International
Für Schweden nahm Flodqvist an den Olympischen Winterspielen 1952 in Oslo teil, bei denen er mit seiner Mannschaft die Bronzemedaille gewann. Als bestes europäisches Team wurde Schweden zudem Europameister. Zudem stand er im Aufgebot seines Landes bei den Weltmeisterschaften 1953, 1954, 1957 und 1958. Bei den Weltmeisterschaften 1953 und 1957 gewann er mit Schweden die Goldmedaille und wurde ebenfalls mit seinem Land Europameister. Bei den Weltmeisterschaften 1954 und 1958 gewann er mit seiner Mannschaft die Bronzemedaille. 

## Erfolge und Auszeichnungen
- 1953 Schwedischer Meister mit dem Södertälje SK
- 1956 Schwedischer Meister mit dem Södertälje SK

### International
- 1952 Bronzemedaille bei den Olympischen Winterspielen
- 1953 Goldmedaille bei der Weltmeisterschaft
- 1954 Bronzemedaille bei der Weltmeisterschaft
- 1957 Goldmedaille bei der Weltmeisterschaft
- 1958 Bronzemedaille bei der Weltmeisterschaft